# Kaliszany-Kolonia
Kaliszany-Kolonia – kolonia w Polsce położona w województwie lubelskim, w powiecie opolskim, w gminie Józefów nad Wisłą.
W latach 1954–1959 wieś należała i była siedzibą władz gromady Kaliszany, po jej zniesieniu w gromadzie Kamień. W latach 1975–1998 miejscowość administracyjnie należała do ówczesnego województwa lubelskiego.
Położona jest w sercu Małopolskiego Przełomu Wisły, przy drodze wojewódzkiej nr 824 Prawy brzeg Wisły wznosi się tutaj do wysokości 40 m nad poziom rzeki.
Miejscowość stanowi sołectwo gminy Józefów nad Wisłą. Według Narodowego Spisu Powszechnego z roku 2011 kolonia liczyła 214 mieszkańców.